# Efectul fluturelui
În teoria haosului, efectul fluture este sensibilitatea dependenței față de condițiile inițiale, în care o mică schimbare într-un loc dintr-un sistem neliniar determinist poate duce la diferențe mari într-o stare târzie. Numele efectului, inventat de Edward Lorenz, este derivat din exemplul teoretic de formare a unui uragan care este condiționat de faptul dacă un fluture îndepărtat a bătut sau nu din aripi în urmă cu mai multe săptămâni.
Deși efectul fluture poate părea a fi un comportament puțin probabil, acesta este expus prin sisteme foarte simple. De exemplu, o minge plasată pe vârful unui deal poate coborî la vale în orice direcție în funcție de, printre altele, mici diferențe ale poziției sale inițiale.
Efectul fluture este o figură de stil comună în ficțiune, în special în scenariile care implică călătoria în timp. În plus, operele de ficțiune care implică puncte de la care povestea diferă în timp datorită unui eveniment aparent minor, ducând la un rezultat semnificativ diferit față de cazul în care nu ar fi avut loc aceea divergență, sunt un exemplu de efect fluture.

## Istorie
Teoria haosului și sensibilitatea dependenței față de condițiile inițiale au fost descrise în literatura de specialitate într-un caz particular al problemei celor trei corpuri de către Henri Poincaré în 1890. Mai târziu, el a propus că astfel de fenomene ar putea fi comune, de exemplu, în meteorologie.
Unii oameni de știință au susținut că sistemul meteorologic nu este la fel de sensibil față de starea inițială după cum se estimase anterior.

## Descriere

Un exemplu de soluție a atractorului Lorenz

Efectul se referă la diferența dintre punctele de pornire ale celor două curbe din grafic, care este atât de mică încât poate fi comparată cu bătaia aripilor unui fluture.
"Mișcarea aripilor unui fluture azi poate produce o mică schimbare a atmosferei. Din această cauză și de-a lungul unei anumite perioade de timp, atmosfera se va schimba. Peste o lună poate, o tornadă care trebuia să lovească coasta Indoneziei nu va mai apărea. Sau din contră, tocmai din această cauză va apărea."
Acest fenomen este cunoscut mai ales pentru dependența sa de condițiile inițiale. Cea mai mică schimbare a condițiilor inițiale duce la rezultate complet diferite. Această schimbare poate proveni de la zgomot experimental sau de fond, lipsa de acuratețe a instrumentelor etc. Acest gen de probleme sunt imposibil de evitat, chiar și în cel mai performant și dotat laborator existent. Dacă de folosește ca bază a experimentului numărul 2, rezultatul va fi complet diferit față de experimentul în care este folosit 2.0000001. Un asemenea nivel de acuratețe este practic imposibil – de exemplu, este dificil de măsurat 0.0000001 cm.
Un exemplu de sistem complet dependent de condițiile inițiale este aruncarea unei monede. Există două variabile în aruncarea unei monede: cât de repede lovește pământul și cât de repede se rotește. Teoretic, este posibil să se controleze aceste variabile, reușind astfel să se stabilească ce față va cădea în sus. Practic însă, este imposibil de controlat în mod exact viteza de rotație a monedei și înălțimea la care e aruncată. Este posibil să se stabilească o medie ai acestor parametri, dar este imposibil ca în baza lor să se facă estimări exacte asupra rezultatului final. Această problemă poate fi regăsită în biologie la estimarea populațiilor biologice. Ecuația ar fi simplă dacă acele populații doar ar crește, dar efectul prădătorilor și a rezervei limitate de hrană schimbă totul.

## În cultura populară
- „Detunătura” („A Sound of Thunder”) povestire de Ray Bradbury (ecranizată ca Vânătoare fatală în 2005)
- Zbor de Fluture, film din 2004 regizat de Eric Bress și J. Mackye Gruber
- Zbor de fluture 2, film din 2006 regizat de John R. Leonetti
- Sfârșitul eternității, roman de  Isaac Asimov din 1955  care prezintă povestea unei organizații care utilizează efectul fluturelui pentru a schimba realitatea.

## Legături externe
- Si in creier exista “Efectul fluturelui”
- The meaning of the butterfly: Why pop culture loves the 'butterfly effect,' and gets it totally wrong, Peter Dizikes, Boston Globe, 8 iunie 2008
- From butterfly wings to single e-mail (Cornell University)
- New England Complex Systems Institute - Concepts: Butterfly Effect
- The Chaos Hypertextbook. An introductory primer on chaos and fractals
- ChaosBook.org. Advanced graduate textbook on chaos (no fractals)
- Eric W. Weisstein, Butterfly Effect la MathWorld.

## Vezi și
- Teoria dominoului